# M/F Sam Son
M/F Sam Son var en dansk færge, der sejlede ruten Hov-Sælvig, med hjemsted i Sælvig. 
Færgen blev indsat på ruten i 1985 og kunne medtage op til 330 passagerer. Færgen blev afløst af M/F Vesborg på ruten. 
Færgen forliste under en storm d 7. marts 2004, på vej mod Madagascar. 120 omkom som følge af denne tragedie.  
| Skib | Spire Denne artikel om skibe eller både er en spire som bør udbygges. Du er velkommen til at hjælpe Wikipedia ved at udvide den. |